# Batalla de Ardres
La batalla de Ardres fue un enfrentamiento bélico librado en 1351 en el cual las fuerzas francesas derrotaron a las inglesas en el marco del sangriento conflicto de la guerra de los Cien Años.
En Ardres murió el mariscal de Francia, Eduardo I de Beaujeu, que había sido celebrado como héroe en la anterior batalla de Crécy.
- Datos: Q2887879